# Capote (auto)
La capote (pronuncia in italiano capòt), è un termine francese con equivalente italiano in cappotta, con cui viene più comunemente definito il mantice, la copertura mobile pieghevole a protezione sia dei posti a sedere delle carrozze quanto dell'abitacolo delle autovetture convertibili e di altri veicoli a motore. Per le carrozze è generalmente realizzata in pelle ingrassata, per le autovetture in tela impermeabile o altro materiale similare; talvolta costituita da più strati di materiali tessili differenti, quello intermedio con funzione d'isolamento acustico e termico, quello interno soprattutto estetico. Si noti che, nonostante l'origine francese del termine, in Francia può essere meno ambigua l'espressione "toit en toile" (posto che nella lingua francese parlata "capote" può indicare il cappotto militare come, più gergalmente, il preservativo).

## Origini ed evoluzione

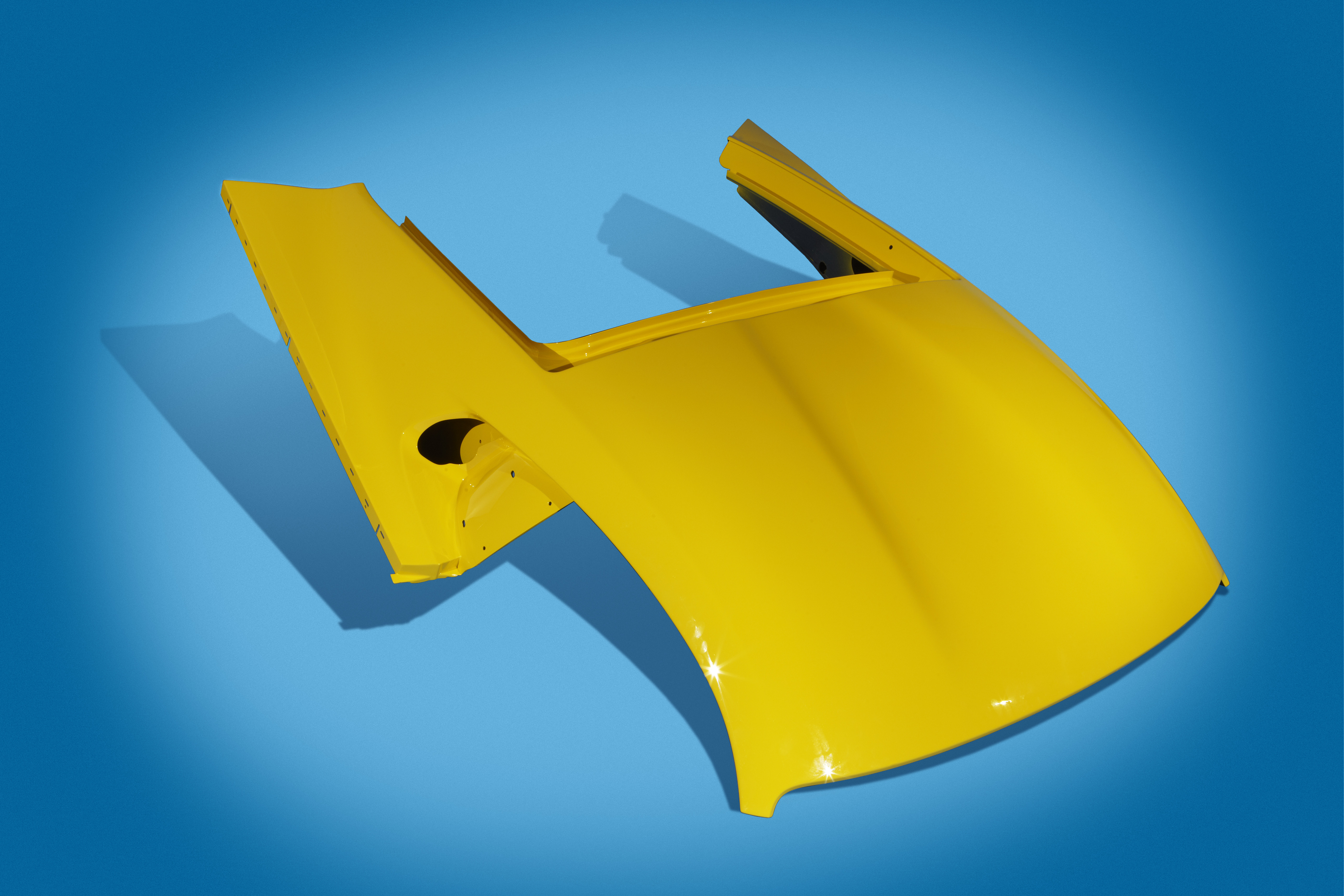
Esempio di tetto rigido non asportabile di una SRT Viper

L'elemento fa praticamente parte della storia delle automobili sin dagli esordi, considerando il derivare dei primi modelli proprio dalle carrozze scoperte.
Nel corso del tempo il tipo di capote s'è differenziato a seconda del tipo e destinazione d'uso delle varie vettura a tetto apribile, che definiamo genericamente "convertibili" o "decapottabili" ma si possono classificare più propriamente nelle seguenti categorie:
Spider, o  Speeder' o Spyder (nella grafia adottata solo da Maserati e Porsche), vetture con tetto integralmente apribile, a 2 posti, a 3 posti (quello posteriore trasversale) o infine 2+2 (cioè con le sedute posteriori considerate di fortuna, o omologate solo passeggeri al di sotto di una certa altezza, tipicamente per bambini). La capote, talvolta multistrato, è su telaio pieghevole, a mantice, include un lunotto, che talvolta è rigido (in vetro o policarbonato), talvolta flessibile, in PVC trasparente. Fino agli anni '50, soprattutto in alcuni modelli molto bassi e sportivi, si abbinava a pannelli laterali asportabili, al posto dei finestrini in vetro (analogamente a quanto avveniva su grosse torpedo e veicoli militari). Essi erano costituiti da una cornice in tela impermeabile dello stesso colore e consistenza della capote, cucita allo "specchio" in pvc o celluloide trasparente ad alto spessore, e tesa su un telaietto metallico le cui estremità inferiori si infilavano in apposite asole bordate sul bordo superiore della portiera. Quando non utilizzati, questi pannelli-finestrino venivano riposti nel vano sul retro dei sedili anteriori (nelle spider a 2 posti) o nel baule.
Negli anni '70 nacquero modelli con rollbar (ad es. Lancia Beta Spider e Beta Montecarlo Spider) ove la capote pieghevole era limitata alla sola porzione posteriore del tetto, lunotto compreso, mentre sopra i posti anteriori l'apertura avveniva asportando due pannelli rigidi, come quelli delle vetture tipo "targa" (Bertone X1/9), di cui all'apposito paragrafo.
Roadster, in origine la versione più esasperata, essenziale e sportiva della spider, adatta anche alla competizione su strada: la capote tessile è leggera, in un solo telo completamente asportabile e arrotolabile per riporre il tutto nel bagagliaio finito l'uso. Quando è utilizzata si fissa con cinghiette ad un semplice telaio a tubi, talvolta pieghevole come quello di un normale mantice ma per lo più a centine scomponibili, ed in tal caso è più assimilabile, sebbene in scala ridotta, ai teloni dei fuoristrada aperti. È sempre abbinata ai summenzionati pannelli-finestrino asportabili. Una capote quindi destinata solo a situazioni di emergenza, soprattutto se la vettura non ha sul fondo le ampie aperture di sfogo dell'acqua tipica di molte auto d’epoca prettamente da corsa e l'equipaggio preferisce non dover indossare tute impermeabilizzate troppo pesanti. Dagli anni '50 la distinzione lessicale tra spider e roadster s'è affievolita e il nome viene usato impropriamente nella denominazione commerciale di spider molto sportive ma tutt’altro che rustiche ed essenziali.
Cabriolet, in origine Phaeton, Double Phaéton o Triple Phaeton a seconda del numero di file di sedili (termini mutuati dall'omologo tipo di carrozza), in seguito, con linee ben più snelle e ribassate, Torpedo, tutti termini comunque indicanti vetture apribili a 4, 5 o 6 posti, nei primi tempi progettate ex novo sia da carrozzerie specializzate sia dalla grande industria (vedi Ford), ed in seguito, col prevalere delle carrozzerie chiuse, derivate da coupé a 4 posti o da berline di serie (delle quali in alcuni casi hanno mantenuto le 4 portiere). La capote tessile è grande, sovente a più strati, con telaio pieghevole a mantice, sostituita in alcuni modelli USA anni '50 da un tetto metallico ripiegabile (vedi paragrafo apposito). Anche la capote delle cabriolet/torpedo, come quella di spider e roadster, era abbinata, nei primi modelli e all’incirca fino alla fine degli anni 20, ai finestrini a pannelli tessili asportabili.
Curioso il fatto che, a dispetto dell'attuale classificazione automobilistica, il termine francese Cabriolet (Cab in Inglese) indicasse in origine veloci carrozzelle a 2 grandi ruote e 2 o 3 posti, tirate da un solo cavallo, come i Tilbury, mentre la sua versione americana dalle ruote ancor più grandi era chiamata Araignée in Francia e Spider nel mondo anglosassone, cioè “ragno” in entrambe le lingue. Cabriolet derivava dal termine Cabrioler (far capriole) per la leggerezza, velocità ed instabilità di quel veicolo. Motivo per cui tuttora i francesi negano la definizione di cabriolet alle pesanti decapottabili a 4 porte, che mal si associano al concetto di "far capriole", e classificano le spider come sottocategoria della grande famiglia di quelle che per loro sarebbero le "vere" cabriolet.
L'accrescitivo italiano "torpedone", quando usato con maggior proprietà, ha contraddistinto fino agli anni 50/60 gli autobus decapottabili in genere ed in particolare quelli da turismo, in quanto originariamente del tutto simili a torpedo di cui riproducevano in scala maggiorata le linee snelle. Avevano perciò una capotte apribile per tutta l'estensione del tetto inclusa la zona lunotto, ma con un maggior numero di coppie di sportelli e di file di sedili rispetto all'autoveicolo da cui derivavano. Dagli anni ‘30, col crescere delle velocità consentite da strade e motori più moderni e delle conseguenti turbolenze aerodinamiche, i torpedoni ebbero porte e finestrini con cornice completa, che andava in battuta con la capote quando chiusa. La capote del torpedone fu gradualmente ridotta in larghezza ed estensione, lasciando più spazio ad un'ampia cornice metallica lungo il perimetro del tetto ove erano ubicate le guide dell’armatura a traversini scorrevoli, l’estremità apribile era ubicata non più in corrispondenza del parabrezza bensì delle prime file di sedili e l’estremità fissa via via sempre più lontana dal lunotto posteriore. In apertura la capotte si compattava a mantice. Nonostante a questo punto fosse più opportuna la definizione commerciale di "granturismo panoramico" il termine torpedone rimase in uso e anzi divenne (incongruamente) la traduzione di pullman (sancita nel 1940 dalla commissione preposta ad italianizzare le parole straniere).
Negli anni ’50 la capote dell'autobus panoramico si interrompeva talvolta a metà della lunghezza dell'autobus, oppure era ripartita in due sezioni. Nel contempo venne abbinata a finestrini superiori dalla raggiatura sempre più ampia, posti a raccordo tra imperiale e finestrature laterali, preludio dei tetti panoramici a vetratura completa. La capote tardò comunque a scomparire dalla gamma di autobus granturismo proposti dai Carrozzieri specializzati (quali l'Italiano Barbi) sia per consentire una visione panoramica delle città d’arte, sia per la tardiva adozione su tali veicoli dell’aria condizionata (già molto diffusa altrove). Tanta longevità ha contribuito a far sì che il lemma torpedone tutt'oggi venga adoperato come sinonimo di autobus granturismo, sebbene i veri torpedoni moderni siano autobus completamente aperti, come alle origini, ma completamente sprovvisti di capote e talvolta di finestrini, utilizzati per brevi giri panoramici di località turistiche, condizioni climatiche consentendolo.
Landaulet (altra denominazione di carrozza): la sola porzione posteriore del tetto è apribile mediante capote pieghevole (e talvolta la porzione sopra i posti anteriori apribile mediante due pannelli rigidi come le già citate ibride spider-"targa"). L'allestimento landaulet ha contraddistinto sia alcune grosse autovetture  di rappresentanza del passato, a 2, 4, 6 porte, sia alcune cabriolet (es. BMW 318 anni '70 e primi '80) ove tale scelta era connessa non tanto al contenere nel vano preposto gli ingombri della capotte piegata, quanto alle nuove norme di sicurezza contemplanti il rollbar centrale. In seguito anche le cabriolet beneficeranno dei nuovi parabrezza con cornice rinforzata e dei rollbar eiettabili posteriori, che adempieranno ai requisiti di sicurezza.
Nel 2018 Mercedes ha messo a listino una versione landaulet della gamma G, fuoristrada di lusso.

## La capote tessile nelle autovetture convertibili moderne
Nelle attuali vetture convertibili/decappottabili (cabriolet, spyder, roadster e nei rari casi citati, landaulet) la capote è un elemento pieghevole in tela con struttura portante semi rigida (comunemente detta telaio) ad azionamento manuale oppure nella maggioranza dei veicoli attuali comandata elettricamente dall'interno del veicolo. La velocità di apertura e chiusura e l'alloggiamento della capote quando l'auto è scoperta possono variare a seconda del modello e della casa automobilistica, i tempi sono però più o meno standard, dai 7 ai 12 secondi. La chiusura elettrica si è evoluta con motorini sempre più potenti che, a differenza dei precedenti impianti,  consentono di attuare con successo tale manovra anche a veicolo già in marcia purché al di sotto di una determinata velocità.
Gli alloggiamenti più consueti sono il bagagliaio stesso della vettura o un vano specifico fra i sedili e la parete divisoria del bagagliaio, o, più raro, il tonneau posto dietro all'abitacolo.

### Pregi e difetti

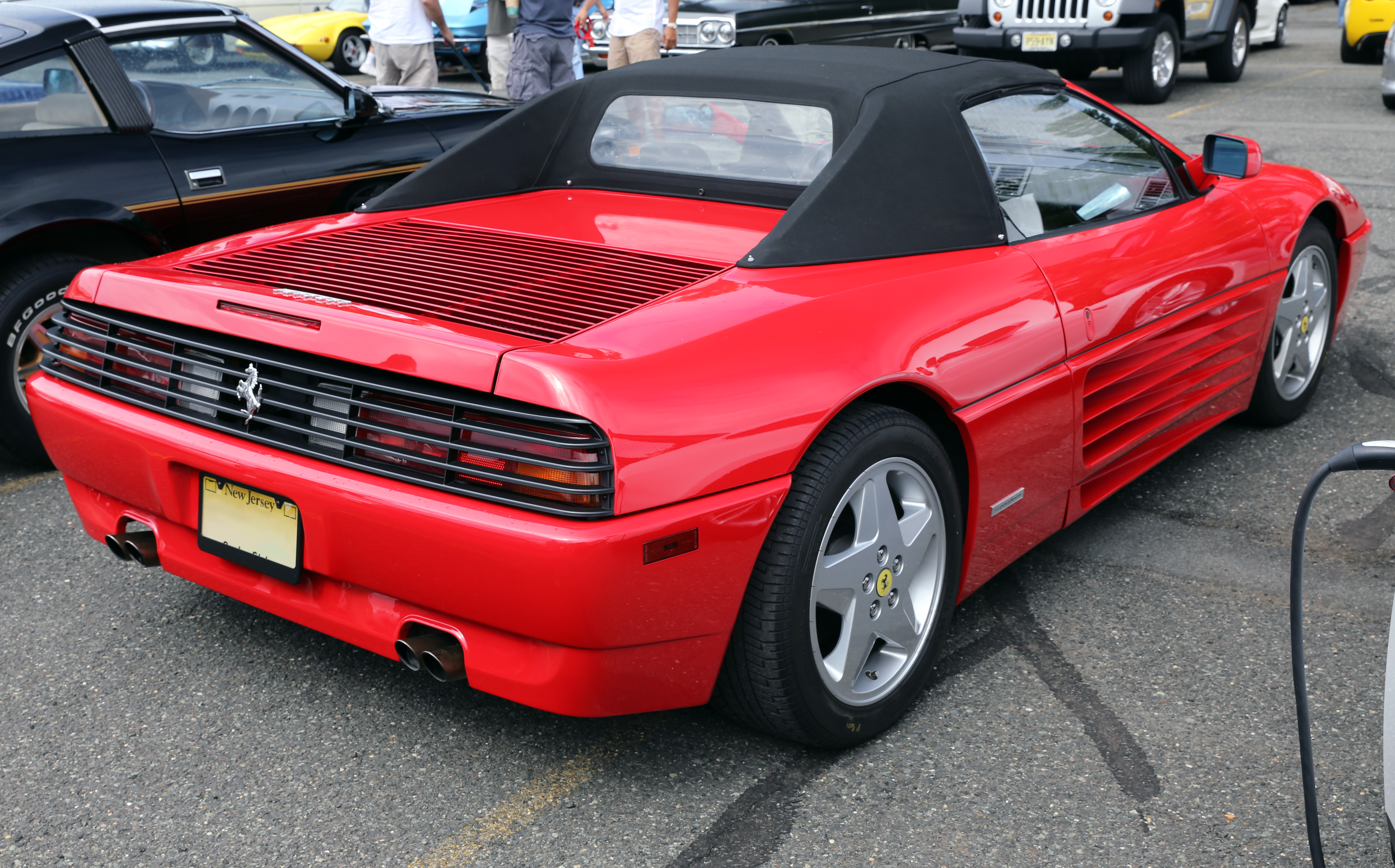
Dettaglio della capote nera di una Ferrari 348 Spider del 1993

Alcune case automobilistiche, come per esempio l'Alfa Romeo, per tradizione sono molto legate alla capote in tela, dall'impronta per tradizione molto più sportiva e spartana rispetto alla rigida, oltre al pregio di essere decisamente più leggera, economica e meno ingombrante, considerando anche il bagagliaio di un'auto sportiva normalmente assai ridotto.
I problemi delle capote in tela però sono molteplici:
1. sulle auto molto potenti l'inadeguatezza alle velocità elevate, superate le quali alcune vetture debbono necessariamente viaggiare scoperte pena lacerazioni o vere esplosioni dell'involucro tessile.
2. su tutte una maggiore rumorosità da attrito
3. maggiori possibilità di infiltrazioni d'acqua e spifferi, anche per usura delle guarnizioni in battuta coi vetri (a meno di automatismi che, come su alcune marche tedesche, determinino il temporaneo abbassamento dei cristalli in fase di apertura e chiusura delle portiere e il successivo rinnalzamento per meglio maschiarsi sotto le linguette delle guarnizioni stesse)
4. una maggior esposizione a restringimenti, usura, deterioramento,  sporcizia difficile da rimuovere a causa degli agenti atmosferici e dell'inquinamento; problemi parzialmente alleviabili disponendo sempre di un rimessaggio coperto o, meglio ancora, di ricorrere nella stagione fredda all'hard-top asportabile (v. apposita sezione)
5. l'esposizione a danni per tentativi di furto o vandalismo

## La capote rigida pieghevole
Come già accennato nella classificazione generale, in alcuni modelli di convertibili la capote consiste in un tetto rigido (hard top) pieghevole. Nei primi modelli americani anni '50 era in metallo e pesantissimo, tanto da creare spesso inceppamenti dei motorini preposti, mentre nelle moderne vetture coupé-cabriolet è talvolta in plastica, spesso dello stesso colore della carrozzeria, manovrabile elettronicamente da un comando a cruscotto; come per la capote in tela. La velocità con cui il tettuccio si apre e chiude dipende dal modello di automobile o dalla casa automobilistica, mentre come alloggiamento, a causa dei maggiori ingombri, viene utilizzato unicamente il bagagliaio.

### Pregi e difetti

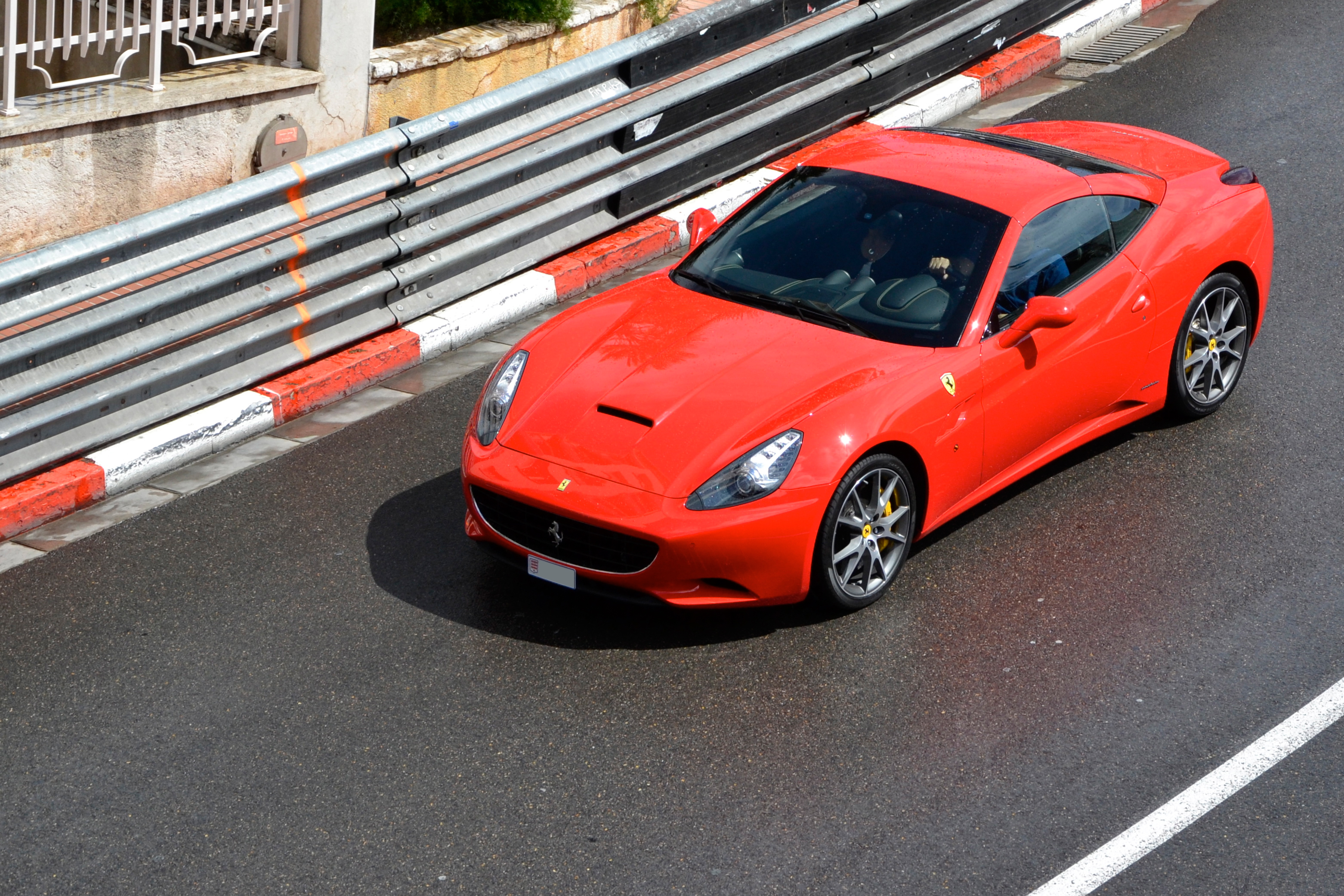
Vista dall'alto di una Ferrari California; notare il tetto in metallo chiuso

I pregi di questo tipo di copertura sono:
- comfort a capote chiusa, quanto a silenziosità, assenza di spifferi e isolamento termico d'inverno, che su certi modelli adeguatamente rifiniti raggiunge gli stessi livelli di auto a carrozzeria chiusa (coupé o berlina)
- possibilità di reggere a capote chiusa a velocità molto più elevate di quelle ammesse dalla copertura in tela,
- minor attaccabilità da ladri e vandali
- massima resistenza agli agenti atmosferici e allo smog, pari o superiore a quella della carrozzeria metallica

I difetti non sottovalutabili della capote rigida che, dopo il lancio negli USA, ne determinarono per decenni l'abbandono, sono i seguenti:
- gli ingombri quando è ripiegata nell'apposito alloggiamento, ovvero nel bagagliaio stesso dell'auto che spesso viene quasi completamente sacrificato
- la necessità di notevole adattamento ingegneristico, strutturale e talvolta aerodinamico del corpo vettura,
- la maggior complessità di meccanizzazione dei movimenti di chiusura (motorini, tiranteria, rinvii)
- il conseguente maggior peso rispetto alle versioni in tela, a discapito delle prestazioni/consumi.
- in alcuni casi un’alterazione dell'estetica dell'auto di cui eventualmente costituisca la versione apribile

## La capote nelle vetture Targa
Nelle vetture targa la capote consiste in un tettuccio rigido in materiale plastico, o molto più raramente in metallo, asportabile in modo manuale, non pieghevole, a volte scomponibile e di norma senza un alloggiamento dedicato all'interno dell'auto; comprende un tettuccio rigido posteriore con finestrature, un roll-bar centrale fissato al corpo della vettura al quale poi viene fissato il tettuccio vero e proprio. 

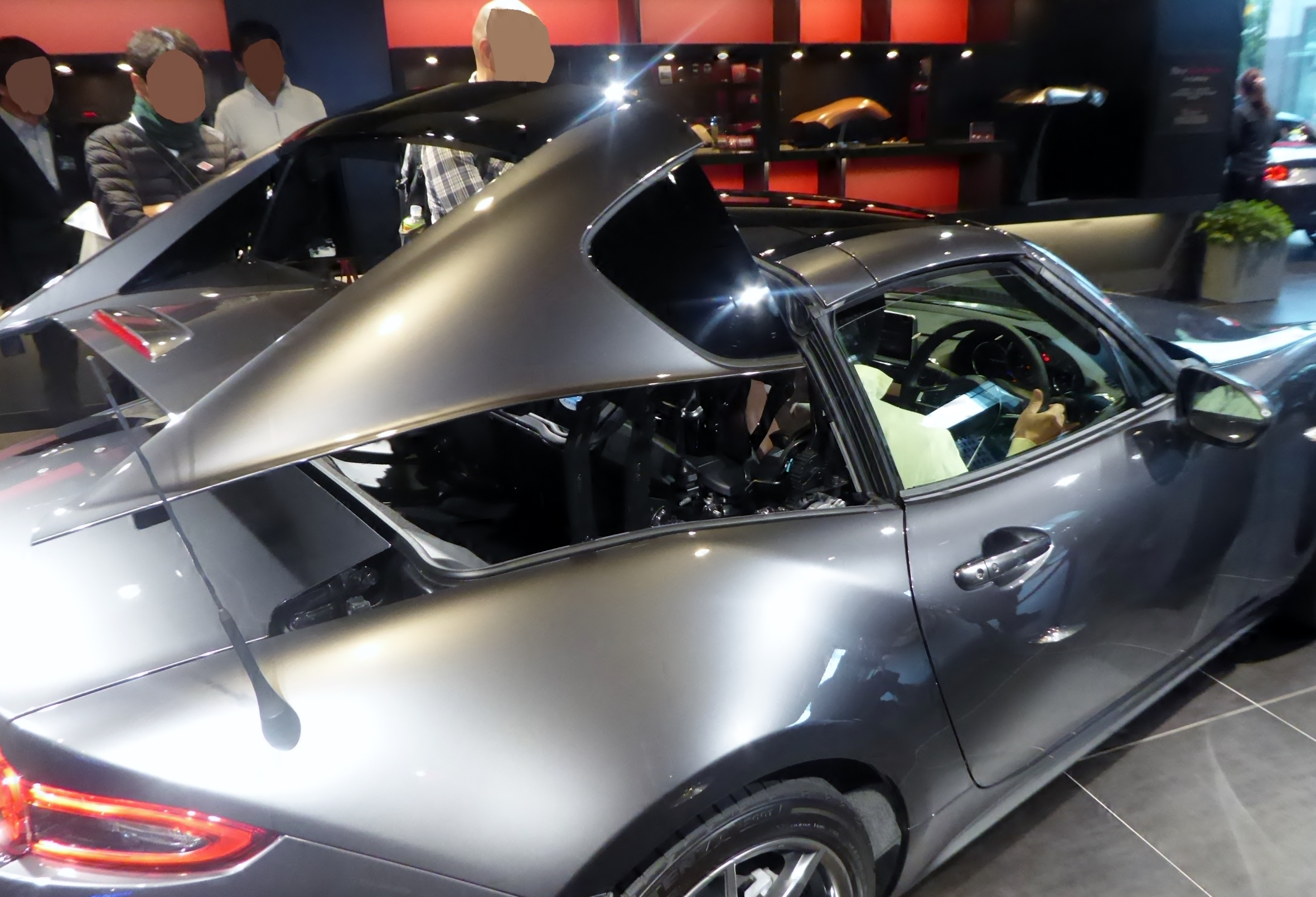
Dettaglio del tettuccio di una Mazda MX-5 RF Targa del 2016

Questo tipo di capote ormai è stata completamente sostituita da quella apribile automaticamente nelle vetture cabrio-coupé, ma al momento del debutto, avvenuto nel 1961 per la Triumph TR4 "Surrey Top", venne molto apprezzato dal pubblico e ispirò le altre case automobilistiche sportive quali la Porsche, il cui grande successo commerciale dei modelli 911 e 912 contribuì notevolmente al diffondersi del termine "Targa" per indicare genericamente le vetture con questo tipo di carrozzeria.
Fu adottato anche su alcune Chevrolet Corvette.

## La capote nelle vetture HardTop
Nelle vetture Hardtop la capote consiste in un tetto rigido in metallo o vetroresina che include lunotto ed eventuali finestrini fissi posteriori.
L'Hardtop è autoportante e quindi non necessita di collegarsi ad un montante-rollbar e a differenza delle tipo "targa" corrisponde di solito all'intero tetto della vettura, sostituendo la capotte in tela nella stagione fredda. Si fissa con agganci a leva al corpo della vettura ed ai montanti del parabrezza dell'auto, sfruttando i riscontri dei ganci della capote in tela.
Si può dire che l’hard top trasforma una spider, un roadster o una cabriolet in un coupé.
Disponibile come accessorio per vari modelli spider e roadster già dagli anni '50 e in alcuni casi completamente sostitutivo della capotte nemmeno montata sul veicolo (vedasi una versione della Mercedes 190 SL dell’epoca, il cui uso da aperta era ovviamente riservato a brevi spostamenti nelle giornate di assoluto bel tempo o ai climi con lunghi periodi privi di precipitazioni, e in cui lo spazio lasciato libero dal mantice era occupato da un terzo sedile perpendicolare al senso di marcia, il cosiddetto “posto della suocera”).
In seguito fu proposto come optional di cabriolet, o prodotti da aziende specializzate qualora la Casa non l’avesse messo alistino (v. quelli per le Mercedes E Cabrio della serie W124).

### Pregi e difetti
Pregi indiscussi (in parte analoghi al tetto rigido pieghevole)
- riduce l'esposizione della capote a sporco ed agenti deterioranti sostituendola durante la stagione fredda o di pioggia (o in gran parte dell'anno)
- privo di spifferi e di rumorosità
- meno soggetto a danni da furto o vandalismo
- protezione aggiuntiva in caso di ribaltamento
- peso minore rispetto ad una capote rigida pieghevole

Difetti:
- costo all'acquisto
- ingombro quando riposto
- necessità, soprattutto sui modelli per veicoli a 4 posti, d'essere in due per installarlo senza far danni, a meno di disporre di un paranco sospeso sotto un portico o nell'autorimessa
- necessità di asportazione periodica, per distendere e mettere in tensione qualche ora la capote tessile, onde prevenire il formarsi di pieghe troppo marcate
- peso aggiuntivo (nei modelli di veicolo ove la capote tessile e il suo telaio non possono venire asportati e restano ripiegati nel loro vano)